# 2011年度電視節目欣賞指數調查
2011年度電視節目欣賞指數調查，頒獎禮於2012年3月12日下午4點30分在香港電台電視大廈一號錄影廠舉行，而亦於同日舉辦「建構電視品牌」研討會。

## 結果

### 最佳電視節目獎
- 第一位：2011香港政情大事回顧（香港電台）
- 第二位：鏗鏘集（香港電台）
- 第三位：2011國際變革大事回顧（香港電台）
- 第四位：窮富翁大作戰II（香港電台）
- 第五位：反斗英語（香港電台）
- 第六位：星期二／日檔案（無綫電視）
- 第七位：醫生與你（香港電台）
- 第八位：天下父母心（香港電台）
- 第九位：新聞檔案（無綫電視）
- 第十位：新聞透視（無綫電視）
- 第十一位：廉政行動2011（香港電台）
- 第十二位：沒有牆的世界II（香港電台）
- 第十三位：火速救兵（香港電台）
- 第十四位：香港歷史系列II（香港電台）
- 第十五位：2011大事回顧系列（無綫電視）
- 第十六位：水之源（無綫電視）
- 第十七位：窮富翁再戰江湖（香港電台）
- 第十八位：2011感動香港（亞洲電視）
- 第十九位：關注日本大地震（亞洲電視）
- 第二十位：日本大地震（無綫電視）

### 全球最Like港台電視節目獎
- 第一位：鏗鏘集
- 第二位：頭條新聞
- 第三位：火速救兵

### 新聞財經報道節目整體欣賞指數
- 第一位：無綫電視
- 第二位：有線電視
- 第三位：now寬頻電視
- 第四位：亞洲電視
- 第五位：香港寬頻bbTV

### 全年最高平均欣賞指數大獎
- 第一位：香港電台
- 第二位：無綫電視
- 第三位：有線電視
- 第四位：亞洲電視

## 電視節目
香港電台製作節目《你與我的電視夢》，以電視新丁的角度了解香港電台獲獎節目背後，於2012年4月4日晚上7:00亞視本港台播出。

## 外部連結
- 2011年度電視節目欣賞指數調查官方網頁（页面存档备份，存于）
- 2011年度電視節目欣賞指數調查 - 最佳電視節目（页面存档备份，存于）